# Gergő Zoltán
Gergő Zoltán, 1905-ig Greiner Zoltán (Szeged, 1893. január 16. – Budapest, 1975. augusztus 24.) közgazdász, egyetemi tanár, a közgazdaságtudományok kandidátusa (1958).

## Élete
Gergő (Greiner) Emil (1855–1918) államvasúti hivatalnok és Ausländer Gizella (1868–1927) gyermekeként született zsidó családban. Középiskolai tanulmányait a Kegyes-tanítórendek Vezetése Alatt Álló Szegedi Városi Főgimnáziumban, majd a Szegedi Magyar Királyi Állami Felső Kereskedelmi Iskolában végezte, ahol 1909-ben érettségizett. 1910 és 1921 között az Angol–Osztrák Bank Könyvelési Osztályának tisztviselőjeként dolgozott. Az első világháború (1914–1918) idején frontszolgálatot teljesített és orosz hadifogságba esett. Hazatérése után az Általános Értékbank és a Stock Motoreke Nehézipari Vállalat munkatársa lett. 1926-től az Újpesti Posztógyárnál dolgozott cégjegyzőként, később főkönyvelőként, majd cégvezetőként. 1936 és 1939 között a Gyapjúáru Kereskedelmi Kft. cégvezetője volt. Az 1930-as évek elején csatlakozott a Társadalmi Szemle köréhez, munkatársa volt a kolozsvári Korunk című folyóiratnak és cikkeit a Népszava is közölte. A második világháborút követően a Nemzeti Segély főtitkára, s a Magyar Kommunista Párt Központi Vezetősége Gazdasági Bizottságának munkatársa lett. 1946 májusában a Szikra Nyomdák, Lap- és Könyvkiadók igazgatója volt. 1948 augusztusában kinevezték miniszteri tanácsossá a Pénzügyminisztériumban, illetve miniszteri osztályfőnöki címet is kapott. 1948 és 1950 között politikai gazdaságtant oktatott a Magyar Közgazdaság-tudományi Egyetemen, az Agrártudományi Egyetemen és a Színház- és Filmművészeti Főiskolán. 1953 és 1959 között a SZÖVOSZ Közgazdasági Osztályát vezette. 1958. április 24-én védte meg Az érték, az ár és a nemzeti jövedelem összefüggései című kandidátusi értekezését. 1959-től 1963-ig a Szövetkezeti Kutató Intézet vezetője volt.
Felesége Baumgarten Janka volt, Baumgarten Izsák és Klein Fáni lánya, akivel 1927. október 2-án Budapesten kötött házasságot.
A Farkasréti temetőben nyugszik.

## Főbb művei
- A tőkés termelési mód útja és természete. Nagy Gábor néven. (Budapest, 1942)
- A dialektikus és történelmi materializmus alapjai. Sztálin tanulmányának lefordított és átszerkesztett változata Botos Vince néven, Nagy Tamással. (Budapest, 1942)
- Világgazdaság és világháború. Nagy Gábor néven. (Budapest, 1943)
- Kis közgazdasági enciklopédia. A német nyelvű, haladó szellemű közgazdaság-tudományi munkákban előforduló szakkifejezések népszerű magyarázata. Kiszely János néven. (Budapest, 1943)
- Bevezetés a közgazdaságtanba. Kiszely János néven. (Budapest, 1943)
- Anglia és az Amerikai Egyesült Államok a piacokért folyó harcban (Társadalmi Szemle, 1947)
- Közgazdaságtan. Politikai gazdaságtan. A tudományos szocializmus gazdasági alapjainak népszerű ismertetése. (Budapest, 1949)
- Az érték, az ár és a nemzeti jövedelem összefüggései. Kandidátusi értekezés. (Budapest, 1953)
- A kommunisták harca a marxista-leninista közgazdasági elmélet terjesztéséért, tisztaságáért. 1929–1944. (Közgazdasági Szemle, 1960)
- Kommunista újságírók a Népszavánál (Párttörténeti Közlemények, 1962)
- Az illegális kommunista párt harca a budapesti gyárak munkásainak és termelőeszközeinek elhurcolása ellen (Párttörténeti Közlemények, 1963)
- A Magyar Tanácsköztársaság szövetkezeti tapasztalatai (Budapest, 1964)
- Harc a budapesti gyárak munkásainak és gépeinek elhurcolása ellen (A szabadság hajnalán. Szerk. Lányi Ernőné, Nagy Eta, Petrák Katalin. Budapest, 1965 és Tanúságtevők. 5. Visszaemlékezések a magyarországi munkásmozgalom történetéből. 1944–1948. Budapest, 1975)
- A szövetkezetek szerepe a szocialista társadalomban (Budapest, 1966)
- A szövetkezetek felső szervei (Társadalmi Szemle, 1968)

### Fordításai
- Karl Marx: A tőke. I. kötet. A közgazdaságtan bírálata. Megjelent négy részben, az előszót Molnár Erik írta. Fordította Nagy Gábor néven. (Budapest, 1934–1937)
- Karl Marx: A politikai gazdaságtan bírálatához. Függelék: Marx „A politikai gazdaságtan bírálatához” című művéről, Engels Frigyes levelezéséből. 1858–1859. Megjelent Marx halálának 70. évfordulóján. Az előszót Czóbel Ernő írta. (A marxizmus-leninizmus kis könyvtára, Budapest, 1953)

## Díjai, elismerései
- Munka Érdemrend (1955)[8]
- Munka Érdemrend arany fokozata (1967, 1968, 1973)[9][10][11]